# Kommunikation (Festung)

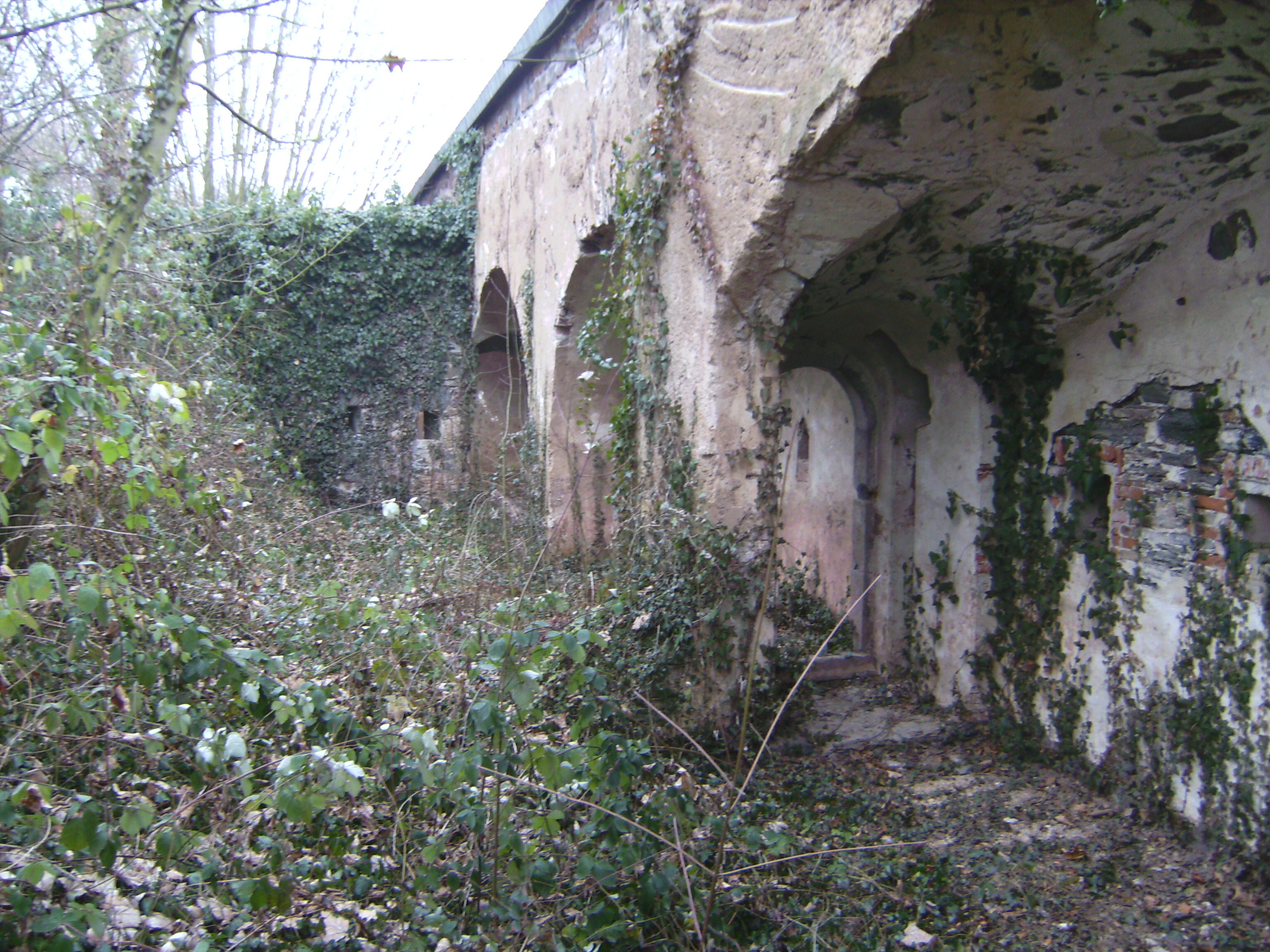
Gedeckter Weg hinter krenelierter Mauer der Moselflesche in Koblenz. Im Hintergrund eine Grabenstreiche

Eine Kommunikation (von französisch voie de communication, Verbindungsweg) ist im frühneuzeitlichen Festungsbau ein „gedeckter Weg“, der verschiedene Befestigungswerke einer Festung miteinander verbindet. „Gedeckt“ heißt: ein Weg, der nicht vom Feind eingesehen und damit direkt beschossen werden konnte (beispielsweise indem er auf beiden Seiten von einem Wall geschützt wurde). Zu den Kommunikationen zählt auch der (immer so genannte) Gedeckte Weg, der zwischen dem Festungsgraben und der Glacis die gesamte Festung umgibt. Bei einer Gürtelfestung führten sie vom Hauptwerk zu den Außenwerken bzw. Vorwerken und verbanden auch diese untereinander. Man hatte sich damit im Festungsbau dem vom 17. bis ins 19. Jahrhundert im Militär allgemein gebräuchlichen Begriff für Verbindungen angeschlossen. In dieser Zeit wurden auch die Operationslinien der Heere als Kommunikation bezeichnet. Die Art der Kommunikationen hing von den jeweiligen Gegebenheiten und Geländeformationen ab. Es gab Wallstraßen, Ringstraßen, gedeckte Wege und Poternen.
- Wallstraßen lagen im Allgemeinen innerhalb des Kernwerkes und führten dicht hinter dem Hauptwall entlang. Zusätzlich zur Wallstraße konnte auch eine Eisenbahnverbindung bestehen (meistens eine Schmalspurbahn).
- Eine Ringstraße verband außerhalb des Kernwerks die detachierten Forts miteinander, auch hier wurde oftmals die Möglichkeit einer Bahnverbindung genutzt.
- Poterne nennt man einen unterirdischen Gang, der zu den vorgeschobenen Infanteriewerken, in die Bastionen,  Kehlkoffer bzw. sonstige exponierte Gefechtsräume führt.
- Der gedeckte Weg lief auf der Wallkrone unterhalb des Geschützauftritts oder hinter einer krenelierten Mauer entlang. Ebenfalls als gedeckten Weg bezeichnete man den Gang hinter dem Glacis auf der Mauer der Kontereskarpe. (Mithin alle Fußwege, die der direkten Feindeinsicht entzogen waren, durch indirektes Feuer jedoch bekämpft werden konnten.)

Beispiele
- Eine Kommunikation, die auch heute noch diesen Namen trägt, findet sich in der Altstadt in Brandenburg an der Havel. Beim Zugang in die Altstadt von der Jahrtausendbrücke her beginnt die Kommunikation etwa 20 Meter hinter dem Brückenkopf und verläuft dem Zuge der ehemaligen Stadtmauer und dem nördlichen Havelufer folgend nach Nordosten bis zum ehemaligen Altstädtischen Wassertor.
- In Alt-Berlin gab es mehrere dieser Wege, die einen Zusatz nach ihrer Richtung trugen wie Anhaltsche Kommunication, Brandenburger Kommunikation, Communication am Neuen Thore, Communikation zwischen dem Prenzlauer und Schönhauser Thore, Communication hinter der Frankfurter Straße, Communication zwischen dem Stralauer und Frankfurter Thore, Communication am Landsberger Tor oder auch Communicationsweg und gleichzeitig die Adresse von Einwohnern waren.[2][3]
- In Koblenz sind noch große Teile der Kommunikation zwischen der Feste Kaiser Franz und der nicht mehr erhaltenen Bubenheimer Flesche erhalten.
→ Festung Koblenz

Nach der Auflassung von Festungen im 19. Jahrhundert wurde diese Bezeichnung bei Neubebauungen häufig als Straßennamen übernommen (allerdings wurden im späten 18. und frühen 19. Jahrhundert während der Dominanz der französischen Sprache in Deutschland zahlreiche Verbindungsstraßen oder durchgehende Eisenbahnlinien als „communicationen“ bezeichnet, die nichts mit dem Festungsbau zu tun haben).